# 老张家酒
老张家酒是河北省唐山市遷西縣渔户寨乡出产的一种白酒。当地酿酒始于清初，但一直为自酿自饮之用，且多只限过年过节时，直至百余年前才有市售。老张家酒乃以当地所产小麦、玉米、高粱、谷类、豆类等粮食为料酿制而成的清香型白酒。因手工生产工序繁琐，但产量少，收益低，年轻人多不愿入行，因此掌握此技艺之人愈来愈少，所以此酒只为一地方品牌，销售只限于当地。